# Une loge aux Italiens
Une loge aux Italiens est un tableau réalisé par la peintre française Eva Gonzalès vers 1874. De format horizontal, cette huile sur toile représente une femme assise et un homme debout dans une loge au Théâtre-Italien, à Paris. Exposée au Salon de peinture et de sculpture en 1879, elle est conservée au musée d'Orsay.